# Hooverův institut
Hooverův institut (anglicky The Hoover Institution) je americký think tank, zabývající se veřejnou politikou, a výzkumný institut se sídlem na Stanfordově univerzitě v Kalifornii. Svou misi institut shrnuje takto: zastupitelský systém vládnutí, soukromé podnikání, mír, osobní svoboda, a záruky amerického systému. Institut je obvykle popisován jako konzervativní. Thomas W. Gilligan, bývalý ředitel Hooverova institutu, se však distancoval od aplikace politických nálepek na program institutu a řekl, že institut nechce být stranický, ale snaží se připomínat Američanům, aby „radši pořádně promýšleli nebezpečí různých centralizovaných řešení občanských a politických výzev“.
Institut vznikl jako knihovna, založená roku 1919 absolventem Stanfordovy univerzity Herbertem Hooverem, před tím, než se stal prezidentem Spojených států. Knihovna, známá jako Knihovna a archiv Hooverova institutu, obsahuje několik archivů, spojených s činností prezidenta Hoovera, s první a druhou světovou válkou, a s dalšími světovými historickými událostmi. 
Institut se stal místem, v němž se výzkumu věnuje řada osobností, které dříve zastávaly významné vládní pozice, jako například bývalí ministři zahraničí George Schultz a Condoleezza Riceová, bývalý předseda rada ekonomických poradců Edward Lazear, bývalý ministr spravedlnosti Edwin Meese, nebo bývalý generál James Mattis před tím, než se stal ministrem obrany. Podle přehledu, sestavovaného každoročně Pensylvánskou univerzitou, byl v roce 2019 Hooverův institut 22. nejvlivnějším think tankem ve Spojených státech.
Hooverův institut je součástí Stanfordovy univerzity, ale má vlastní správní radu.